# Арам-шах
Арам-шах — другий султан Делі з Рабської династії.

## Правління
1210 року у Лахорі під час спортивної гри раптово помер батько Арама, Кутб ад-Дін Айбек, не назвавши ім'я свого спадкоємця. Задля запобігання політичній нестабільності в державі місцева знать обрала новим султаном Арам-шаха. Водночас тюркські дворяни в різних частинах султанату опирались такому рішенню, а бенгальські навіть повстали проти нового султана.
Вже невдовзі група вельмож на чолі з військовим суддею Алі Ісмаїлом запросила на трон Ілтутмиша, колишнього раба Айбека й намісника Бадаюна, якого Айбек назвав своїм сином. Той мав значний військовий досвід. Ілтутмиш вирушив на Делі, де завдав поразки військам Арам-шаха, а самого султана було вбито (наразі невідомо, чи він загинув у бою, чи ж правителя стратили).